# جغرافیای ویتنام

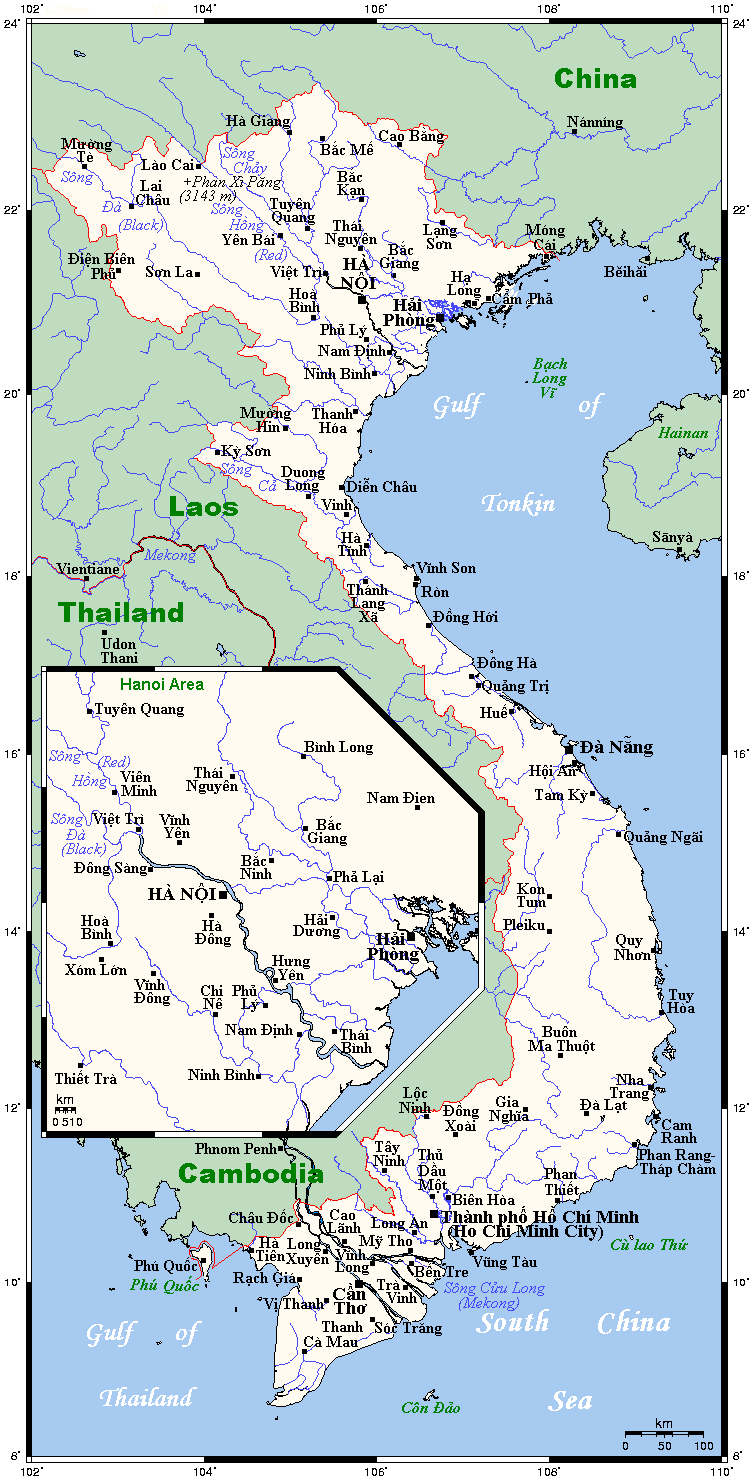
شهرهای ویتنام

ویتنام کشوری در جنوب‌شرق آسیا است که به‌سبب شکل باریک و کشیده‌اش، یکی از درازترین و باریک‌ترین کشورهای جهان به‌شمار می‌آید. این کشور بیش از ۱٬۶۰۰ کیلومتر از شمال تا جنوب امتداد دارد و دارای جغرافیای متنوعی است که بر تاریخ، فرهنگ، اقتصاد و توسعهٔ آن تأثیر چشمگیری داشته‌است.
جمهوری سوسیالیستی ویتنام با مساحت ۳۳۰۳۶۳ کیلومتر مربع در قسمت شرقی شبه جزیره هند و چین در منطقه جنوب شرقی آسیا واقع شده‌است. ویتنام از شمال با جمهوری خلق چین همسایه بوده و از شرق به خلیج تونکین و دریای چین جنوبی محدود است. این کشور از غرب با کشور لائوس و در قسمت جنوب غرب با کشور کامبوج مرز مشترک دارد. ویتنام از جنوب نیز به دریای چین جنوبی محدود است. ویتنام باریکه طویلی به طول یک هزار مایل می‌باشد که از کرانه دلتای رود مکونگ در جنوب تا مرز چین در شمال بطول ۱۶۵۰ کیلومتر امتداد دارد. طول سواحل این کشور ۳۴۴۴ کیلومتر است.
به‌طور کلی ویتنام از سه منطقه شمالی، منطقه مرتفع مرکزی و دلتای رود مکونگ تشکیل شده‌است. از نظر جغرافیای طبیعی این کشور باریکه طویلی بطول یک هزار مایل از دلتای رود مکونگ در جنوب تا دلتای رود سرخ در شمال امتداد دارد. دو رودخانه اصلی کشور، رود مکونگ و رود سرخ می‌باشد. رود مکونگ بطول ۴ هزار کیلومتر و دلتای آن در جنوب به عنوان بزرگ‌ترین رود جنوب شرق آسیا و هفتمین رود قاره آسیا می‌باشد که از کشورهای چین، تایلند و لائوس و کامبوج گذشته و به ویتنام وارد می‌شود. رود سرخ و دلتای آن در شمال محل اصلی تشکیل مدنیت در این کشور بوده‌است.

## مناطق

### شمال ویتنام
شمال کشور به‌وسیلهٔ رشته‌کوه‌های رشته‌کوه آنامیت پوشیده شده‌است که از لائوس امتداد می‌یابند و برخی از مرتفع‌ترین نقاط جنوب‌شرق آسیا را در خود جای داده‌اند. کوه فان‌سی‌پان با ارتفاع ۳٬۱۴۷ متر، بلندترین قلهٔ ویتنام محسوب می‌شود. جلگهٔ رود سرخ نیز در شمال واقع شده و از مناطق حاصل‌خیز کشور به‌شمار می‌رود که شهرهایی چون هانوی، پایتخت ویتنام، در آن جای گرفته‌اند.

### مرکز ویتنام
بخش میانی کشور، باریک‌ترین ناحیهٔ جغرافیایی ویتنام است که جلگه‌ای ساحلی میان دریای جنوبی چین و کوه‌های داخلی را شامل می‌شود. این منطقه به‌شدت در معرض طوفان‌های موسمی قرار دارد. شهرهای دا نانگ و هوی از مراکز مهم این بخش هستند. منطقهٔ مرکزی ترکیبی از اراضی کشاورزی و ارتفاعات جنگلی است.

### جنوب ویتنام
جنوب کشور تحت تأثیر دلتای رود مکونگ قرار دارد که با شبکه‌ای از رودخانه‌ها، کانال‌ها و شالیزارهای برنج، یکی از حاصل‌خیزترین مناطق کشاورزی در جهان به‌شمار می‌رود. شهر هوشی‌مین، بزرگ‌ترین کلان‌شهر ویتنام، در نزدیکی این دلتا واقع شده و مرکز اقتصادی کشور محسوب می‌شود.
=== سواحل و منابع طبیعی 
=== ویتنام دارای خط ساحلی به طول بیش از ۳٬۲۰۰ کیلومتر است. نواحی ساحلی با چشم‌اندازهای طبیعی گوناگونی مانند خلیج هالونگ در شمال و جزیرهٔ فوک‌ووک در جنوب، از مقاصد گردشگری پرطرفدار هستند. از دیگر پدیده‌های طبیعی کشور می‌توان به غار ساندونگ، بزرگ‌ترین غار شناخته‌شدهٔ جهان، اشاره کرد.

### اقلیم
اقلیم ویتنام در مناطق مختلف کشور متغیر است. شمال کشور چهار فصل مشخص دارد، درحالی‌که جنوب دارای اقلیم موسمی گرمسیری با فصل‌های خشک و بارانی است. این تفاوت اقلیمی بر الگوهای کشاورزی کشور اثر گذاشته‌است؛ به‌گونه‌ای که کشت برنج در دلتای رودها و تولید قهوه در نواحی کوهستانی رایج است.

## تاریخ توسعهٔ اقتصادی
پس از پایان جنگ ویتنام در سال ۱۹۷۵ و اتحاد مجدد کشور، ویتنام با چالش‌هایی همچون فقر گسترده، انزوای بین‌المللی و اقتصاد دولتی ناکارآمد روبه‌رو بود. در سال ۱۹۸۶، دولت ویتنام برنامهٔ اصلاحات اقتصادی با عنوان دوئی‌موی را آغاز کرد. این برنامه، گذار از اقتصاد برنامه‌ریزی‌شده به اقتصاد بازار را هدف گرفت و زمینه را برای ورود سرمایه‌گذاری خارجی، تقویت بخش خصوصی، و گسترش صادرات فراهم کرد.
از آن زمان، کشور رشد اقتصادی بالایی را تجربه کرده و صنایع تولیدی، به‌ویژه در زمینهٔ الکترونیک، پوشاک و فرآوری مواد غذایی گسترش یافته‌اند. شرکت‌های چندملیتی مانند سامسونگ، اینتل و نایکی در ویتنام سرمایه‌گذاری کرده‌اند.
ویتنام همچنین در حوزهٔ فناوری اطلاعات و نوآوری رشد چشمگیری داشته‌است. شرکت‌های بومی مانند FPT و VNG فعالیت منطقه‌ای و بین‌المللی یافته‌اند و شرکت وین‌فست در زمینهٔ خودروهای برقی با هدف صادرات به اروپا و آمریکای شمالی فعال است.

## جمعیت و توسعه
جمعیت ویتنام در سال ۲۰۲۴ حدود ۱۰۰ میلیون نفر برآورد شده و پیش‌بینی می‌شود تا سال ۲۰۵۰ به ۱۲۰ میلیون نفر برسد. در حالی که کشورهایی چون ژاپن، کرهٔ جنوبی و تایوان با کاهش جمعیت روبه‌رو هستند، ویتنام جمعیتی جوان و در حال رشد دارد. این ویژگی به افزایش نیروی کار، مصرف داخلی، و سرمایه انسانی کمک کرده‌است.
نظام آموزشی کشور نیز با تمرکز بر حوزه‌های علوم پایه، مهندسی و ریاضیات تقویت شده تا پاسخ‌گوی نیازهای اقتصاد فناوری‌محور آینده باشد.

## محیط زیست
رشد اقتصادی سریع، چالش‌هایی در زمینهٔ محیط زیست نیز پدید آورده‌است. توسعهٔ شهری، گسترش صنعت، و استفادهٔ بی‌رویه از منابع طبیعی، فشار زیادی بر اکوسیستم‌های محلی وارد کرده‌است. مناطق دلتایی کشور به‌ویژه در برابر بالا آمدن سطح دریا آسیب‌پذیرند.
دولت ویتنام اقداماتی برای توسعه پایدار، حفاظت از محیط زیست، و کاهش آلودگی هوا و آلودگی آب آغاز کرده‌است. ایجاد پارک‌های ملی و مناطق حفاظت‌شده بخشی از این سیاست‌هاست.
== چالش‌های توسعه == اگرچه ویتنام در مسیر پیشرفت قرار دارد، اما نابرابری درآمدی میان مناطق شهری و روستایی و میان طبقات مختلف اجتماعی، به‌ویژه به‌سبب تمرکز اقتصادی شرکت‌های بزرگ مانند وین‌گروپ، از چالش‌های عمدهٔ کشور به‌شمار می‌رود. این چالش‌ها می‌توانند مانع پایداری روند توسعه شوند.

## تقسیمات کشوری[۱]

### شهر هانوی
شهر هانوی به عنوان مرکز سیاسی و فرهنگی کشور در منطقه شمالی ویتنام قرار دارد. متوسط دمای این شهر ۲۳ درجه سانتیگراد با رطوبت بیش از هشتاد درصد می‌باشد. این شهر جزء هیچ‌یک از استانهای کشور به حساب نیامده و دارای شهرداری مستقل می‌باشد. شهرهای هوشی مین و هایفونگ نیز وضعیت مشابه‌ای دارند با این تفاوت که از نظر جمعیت و وسعت از هانوی بزرگتر می‌باشند.

### شهر هوشی مین
شهر هوشی مین یا بندر سابق سایگون مرکز حکومت ویتنام جنوبی بوده‌است که پس از خروج نیروهای آمریکایی از این کشور بنام رهبر فقید این کشور نام گذاری شده‌است. شهر هوشی مین در حال حاضر قطب اصلی اقتصاد ویتنام محسوب می‌گردد. این شهر بیش از ۳۸ درصد از تولید ناخالص داخلی ویتنام را بخود اختصاص داده‌است.

### بندر هایفونگ
بندر هایفونگ یکی دیگر از مناطق استراتژیک و مهم در منطقه شمال ویتنام بشمار می‌آید. این شهر در زمان جنگ‌های استقلال طلبانه و آزادی‌خواهانه ویتنام راه اصلی مواصلاتی نیروهای شمالی کشور بوده‌است. در حال حاضر این بندر با سرمایه‌گذاری‌های صورت گرفته یکی از قطبهای اقتصادی ویتنام می‌باشد.

### شهر هویه
شهر هویه واقع در جنوبی‌ترین قسمت منطقه شمالی ویتنام دارای متوسط دمای ۲۵ درجه سانتیگراد می‌باشد و یکی از قطبهای گردشگری فرهنگی ویتنام بشمار می‌آید.

## آب و هوا
ویتنام دارای آب و هوای موسمی استوایی می‌باشد. منطقه شمالی بواسطه مجاورت با چین از هوایی کاملاً استوایی برخوردار نمی‌باشد ولیکن قسمت جنوبی این کشور کاملاً دارای آب و هوایی استوایی و برخوردار از ویژه گیهای آن می‌باشد. متوسط دما در هانوی ۲۳ درجه و در هوشی مین ۲۶ درجه سانتی گراد است.